# Ivanildo Duarte Pereira
Ivanildo Duarte Pereira, mais conhecido como Nildo (Belém, 12 de março de 1966), é um ex-futebolista brasileiro que atuava como atacante.

## Carreira
Se profissionalizou no Clube do Remo.
Uma boa passagem pelo Cerro Porteño, do Paraguai, onde fora campeão nacional em 1992, despertou o interesse do Grêmio. Após uma passagem pela Caldense, de Minas Gerais, chegou ao Grêmio em abril de 1994.
No Grêmio, ganhou apelido de Jackson Antunes, em referência ao ator global. Logo em sua estreia, fez o gol da vitória de 1x0 sobre o Grêmio Santanense, pelo Campeonato Gaúcho. Nildo foi o autor do gol que deu o título da Copa do Brasil de 1994 na vitória do Grêmio sobre o Ceará, por 1–0, dentro do Estádio Olímpico. Posteriormente, uma grave lesão durante o Brasileiro daquele ano.
Nildo ainda foi campeão da Copa Libertadores da América de 1995, quando vestiu durante a campanha a camisa 10 e ao lado de Danrlei, Jardel e Paulo Nunes foi para o Mundial Interclubes de 1995, mas o Grêmio perdeu nos pênaltis para o Ajax da Holanda (após empate em 0–0 no tempo normal e também na prorrogação) que tinha Van der Sar, Patrick Kluivert e Edgard Davids.

## Títulos
Remo
- Campeonato Paraense: 1986[2]

Cerro Porteño
- Campeonato Paraguaio: 1992[5]

Grêmio
- Copa do Brasil: 1994
- Campeonato Gaúcho: 1995
- Copa Libertadores da América: 1995

Ceará
- Campeonato Cearense: 1997, 1998